# NGC 3808
NGC 3808A es una galaxia espiral interaccionando con la vecina NGC 3808B, también galaxia espiral. Están situadas en la constelación de Leo, siendo el brillo superficial de NGC 3808 13,6. Fueron descubiertas por William Herschel en 1785 y catalogadas en el Atlas Arp de Galaxias Peculiares como Arp 87 por el astrónomo Halton Arp en los años 60. Se encuentran a 300 millones de años luz de la Tierra.
Imágenes obtenidas con el Telescopio Espacial Hubble en 2007 han permitido observar con detalle ambas galaxias. La forma de las galaxias ha sido distorsionada por la interacción gravitacional entre ellas. En la galaxia principal, NGC 3808A vista prácticamente de frente, se observa un brillante anillo de formación estelar y varios prominentes brazos de polvo. Estrellas, gas y polvo fluyen desde esta galaxia hacia su compañera, NGC 3808B. Esta última aparece prácticamente de perfil y está rodeada de un anillo de estrellas y gas interestelar que es perpendicular al disco galáctico, denominado anillo polar.
Las galaxias que interactúan con otras suelen exhibir altas tasas de formación de estrellas. Muchos indicios -color de la luz de las estrellas, intensidad de emisión del gas, emisión en el infrarrojo lejano del gas calentado- apoyan este hecho. Algunas galaxias en proceso de fusión tienen los niveles más altos de formación estelar que se pueden encontrar en el universo cercano.